# 江景駅
江景駅（カンギョンえき）は、大韓民国忠清南道論山市にある韓国鉄道公社湖南線と江景線の駅である。

## 利用可能な路線
韓国鉄道公社
湖南線
江景線（実質的には江景線は彩雲信号場～錬武台駅間の路線であるが、営業キロは当駅を起点としている）

## 駅構造
- 島式ホーム2面4線の地上駅。

## 駅周辺
- 論山警察署江景地区隊
- 江景大興市場
- 大田地方法院論山支院
- 大田地方検察庁論山支庁

## 歴史
- 1911年11月10日 - 開業。

## 隣の駅
韓国鉄道公社
湖南線
論山駅 - (彩雲信号場) - 江景駅 - (龍東駅) - 咸悦駅
江景線
江景駅 - (彩雲信号場) - 錬武台駅